# Kleidotoma pentatoma
Kleidotoma pentatoma är en stekelart som beskrevs av Thomson 1862. Kleidotoma pentatoma ingår i släktet Kleidotoma, och familjen glattsteklar. Arten är reproducerande i Sverige.